# Allon
Allon (hebr.: אלון) – wieś położona w samorządzie regionu Matte Binjamin, w Dystrykcie Judei i Samarii, w Izraelu.
Leży w północnej części pustyni Judzkiej na wschód od Jerozolimy, w sąsiedztwie wioski Kefar Adummim.

## Historia
Osada została założona w 1990 przez grupę żydowskich osadników z organizacji osadniczej Amana. Początkowo mówiło się, że jest to osiedle mieszkaniowe sąsiedniej wioski Kefar Adummim.
Osiedle wejdzie w skład terytoriów izraelskich na Zachodnim Brzegu, chronionych przez budowany mur bezpieczeństwa.

## Edukacja
Uczniowie są dowożeni do szkół w Kefar Adummim i Ma’ale Adummim. Działa tutaj grupa skautów Tzofim Dati'im.

## Religia
We wsi znajduje się jedna synagoga.

## Komunikacja
Przez wieś przebiega droga nr 458 , którą jadąc w kierunku południowym  dojeżdża się do skrzyżowania z drogą ekspresową nr 1  (Tel Awiw–Jerozolima–Bet ha-Arawa), a w kierunku północnym dojeżdża się do wsi Ma’ale Michmas. Natomiast lokalna droga prowadzi w kierunku zachodnim do wsi Kefar Adummim.